# Шпрунт
Шпрунт — у конярстві елемент кінської збруї. Ремінь, який від перенісся коня йде вниз по шиї, проходить між передніми кінцівками і кріпиться за передню попругу. Його роблять такої довжини, щоб не дати коню можливості задирати високо голову.